# Imperator różowopurpurowy

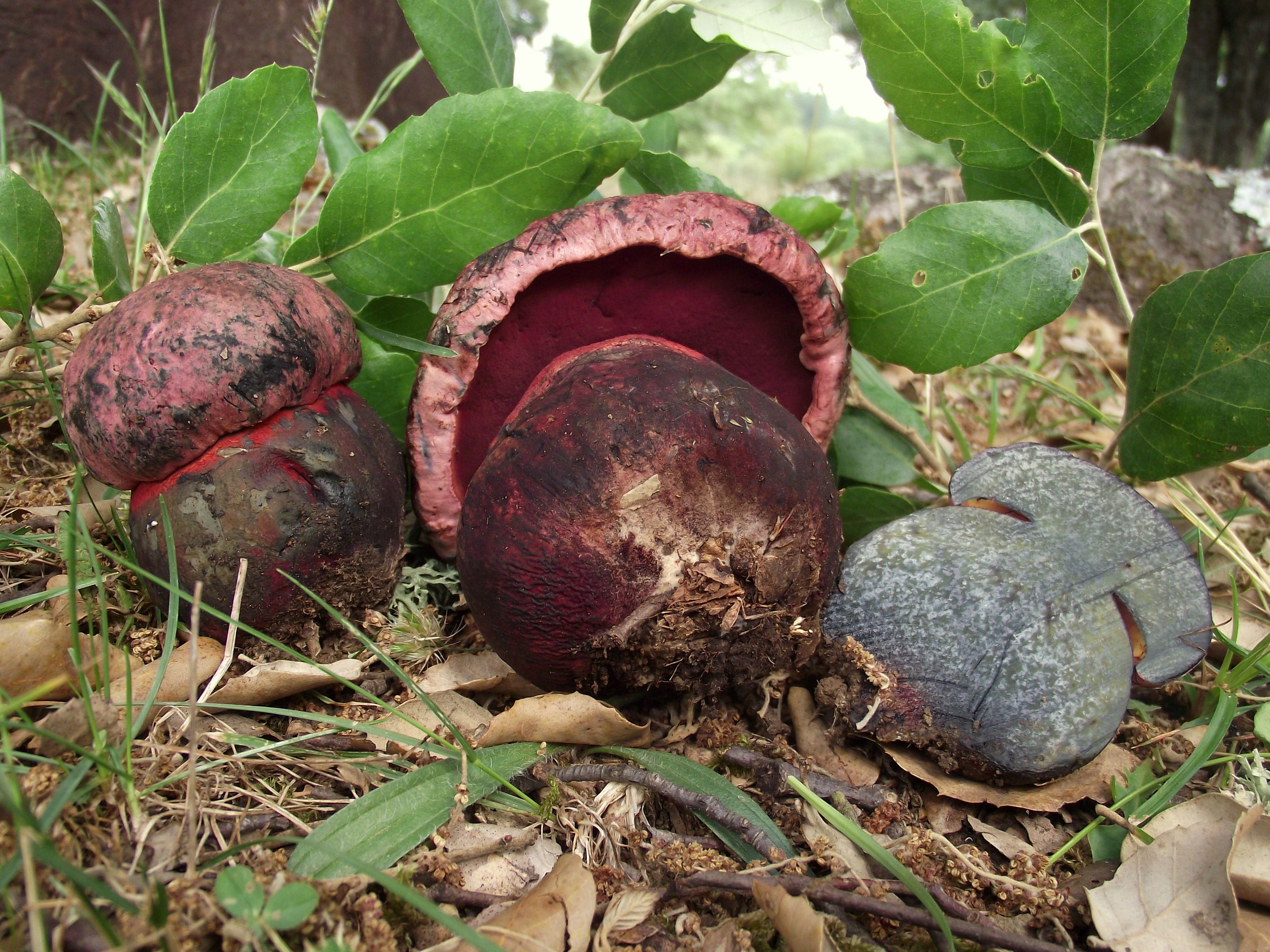

Imperator różowopurpurowy (Imperator rhodopurpureus Smotl.) – gatunek grzybów z rodziny borowikowatych (Boletaceae).

## Systematyka i nazewnictwo
Pozycja w klasyfikacji według Index Fungorum: Imperator, Boletaceae, Boletales, Agaricomycetidae, Agaricomycetes, Agaricomycotina, Basidiomycota, Fungi.
Po raz pierwszy takson ten zdiagnozował w roku 1952 František Smotlacha nadając mu nazwę Boletus rhodopurpureus. Obecną, uznaną przez Index Fungorum nazwę nadali mu w roku 2015 Assyov, Bellanger, Bertéa, Courtec., G. Koller, Loizides, G. Marques, J.A. Muñoz, N. Oppicelli, D. Puddu, F. Rich. & P.-A. Moreau, przenosząc go do rodzaju Imperator. To skutek prowadzonych w ostatnich latach badań filogenetycznych w obrębie rodzaju Boletus. Badania te istotnie zmieniły systematykę gatunków dawniej zaliczanych do rodzaju Boletus.
Niektóre synonimy nazwy naukowej:
- Boletus rhodopurpureus Smotl. 1952
- Boletus rhodopurpureus var. polypurpureus (Smotl.) Hlaváček 1996
- Boletus rhodopurpureus Smotl. 1952, var. rhodopurpureus
- Boletus xanthopurpureus (Smotl.) Hlaváček 1986
- Suillellus rhodopurpureus (Smotl.) Blanco-Dios 2015

W niektórych atlasach grzybów opisywany jest pod polską nazwą borowik rudopurpurowy lub borowik winnoczerwony. Są to nazwy utworzone przez tłumaczy wydawnictw obcojęzycznych i nie mają w Polsce statusu nazwy oficjalnej. Nową polską nazwę zarekomendowała Komisja ds. Polskiego Nazewnictwa Grzybów przy Polskim Towarzystwie Mykologicznym.

## Morfologia
Kapelusz
Średnicy 5–15 cm, najpierw półkulisty, później wypukły, w końcu poduszkowaty, cały mięsistoczerwony, porpurowoczerwono poplamiony, na brzegu jaśniejszy.
Rurki
15–25 mm długości, żywo żółte, na powietrzu szybko błękitniejące.
Trzon
Wysokość 5–10 cm, grubość 3–6 cm, młody bulwiasto-pękaty, do beczkowatego, później krótko-maczugowaty, takiej barwy jak kapelusz, ozdobiony delikatną, ciemnopurpurowo-czerwoną siateczką.
Miąższ
Żółty, u podstawy trzonu czasami winnoczerwony. Na powietrzu szczególnie szybko i intensywnie staje się błękitnozielony. Ma przyjemny zapach i łagodny smak.
Wysyp zarodników
Zarodniki wrzecionowate, gładkie, miodowożółte, o wymiarach 10–11 × 5,5–6 μm, wysyp oliwkowobrązowawy.
Gatunki podobne
Podobny jest krwistoborowik purpurowy (Rubroboletus rhodoxanthus). Jest to jednak rzadki gatunek, ma kapelusz białawy lub płowy i tylko miejscami z czerwonym odcieniem. jego miąższ po uszkodzeniu też się przebarwia, ale mniej intensywnie.

## Występowanie
Rośnie w lecie i na początku jesieni w widnych lasach liściastych, głównie pod dębami i bukami, szczególnie na glebach wapiennych. Jest znacznie rzadszy niż krwistoborowik purpurowy. W Polsce znane jedno stanowisko w województwie świętokrzyskim.

## Znaczenie
Grzyb trujący.